# 东升乡 (洮南市)
东升乡，是中华人民共和国吉林省白城市洮南市下辖的一个乡镇级行政单位。

## 行政区划
东升乡下辖以下地区：
东升村、永德村、福民村、桂林村、三胜村、兴泉村、东平村、国光村、古树村、兴安村和进步村。